# Norra Muskö
Norra Muskö är en bebyggelse på Muskö i norra Muskö socken i Haninge kommun, som från och med 2015 räknas som en tätort. Innan SCB 2015 ändrade metoden för att avgränsa tätorter, räknades området som en småort med beteckningen Torpa skog och Hoppet. Orten består av fritidshusbebyggelse på en, från ön Muskö av Hammarviken avskild, ö kring Torpträsket och i områden benämnda Torpa skog, Hoppet, Landängen, Herrstugan och Sund.

## Befolkningsutveckling
| Befolkningsutvecklingen i Norra Muskö 2015–2020                                                                      | Befolkningsutvecklingen i Norra Muskö 2015–2020 | Befolkningsutvecklingen i Norra Muskö 2015–2020 | Befolkningsutvecklingen i Norra Muskö 2015–2020 | Befolkningsutvecklingen i Norra Muskö 2015–2020 |
| --- | ----------------------------------------------- | ----------------------------------------------- | ----------------------------------------------- | ----------------------------------------------- |
| |                                                 |                                                 |                                                 |                                                 |
| År |                                                 |                                                 | Folkmängd                                       | Areal (ha)                                      |
| 2015 | 2015                                            |                                                 | 218                                             | 456                                             |
| 2020 | 2020                                            |                                                 | 229                                             | 466                                             |
| Anm.: Ny tätort 2015. var tidigare småort med namnet Torpa skog och Hoppet som 2010 hade 228 invånare på 403 hektar. |                                                 |                                                 |                                                 |                                                 |